# Дасаев, Игорь Абдулхакович
Игорь Абдулхакович Дасаев (греч. Ιγκόρ Ντασαέφ; 8 ноября 1976, Ростов-на-Дону, СССР) — российский футболист, защитник; игрок в мини-футбол.

## Биография
В 1994—1995 годах играл в составе второй/дублирующей команды московского ЦСКА в третьей лиге. В середине 1995 года перешёл в клуб «Московский-Селятино», за который в 20 играх забил 7 мячей, в 1996 году в составе команды, именовавшейся «МЧС-Селятино», во второй лиге сыграл 15 матчей.
В сезонах 1998/99 — 2007/2008 играл в чемпионате Кипра по мини-футболу за клуб «АГБУ Арарат» Никосия, в составе которого стал 6-кратным чемпионом страны. В Кубке УЕФА забил 6 мячей.
В составе юношеской сборной до 16 лет сыграл один матч на чемпионате Европы 1993 года в Турции. Выступал в отборочных матчах к чемпионату Европы по мини-футболу за сборную Кипра.